# Trowa Barton
Trowa Barton (トロワ バートン?, Torowa Bāton) è un personaggio immaginario, uno dei protagonisti della serie televisiva Gundam Wing e del suo adattamento a fumetti, pubblicato da Panini Comics.

## Personaggio
Trowa è un personaggio misterioso che non lascia trasparire le proprie emozioni. Come Heero, durante le missioni non usa il suo vero nome, ma quello di un pilota che ha ucciso e che doveva essere inviato sulla Terra al suo posto, figlio di Deikum Barton e zio di Mariemeia. Il vero nome di Trowa non viene rivelato nella serie, e nei flashback sul passato del ragazzo si vede il vero Barton rivolgersi a lui come Senza Nome (Nanashi?, 名なし).
Come Heero, Trowa ha un carattere molto riservato, ma a differenza sua è molto protettivo nei confronti delle altre persone, in particolar modo con Quatre, pilota del Sandrock, e con Catherine Bloom, acrobata di un circo dove il giovane si nasconde (e dove poi egli andrà a vivere alla fine della serie) quando non combatte. Nel circo Trowa porta il nome di Triton, il fratello di Catherine, morto quand'era ancora un bambino. Da notare che il manga Episode Zero implica che Trowa in realtà altri non sia che lo stesso Triton, sopravvissuto privo di memoria all'attacco che uccise i suoi genitori.
Nel corso della serie, a causa di uno scontro con Quatre, vittima di un forte shock emotivo dovuto alla morte di suo padre per mano di OZ e sotto il controllo del sistema di navigazione Zero System, Trowa perderà la memoria e sarà ritrovato da Catherine, che cercherà di non lasciarlo andare nel Sanc Kingdom con Heero e gli altri, una volta che questi riescono a ritrovarlo; ma sarà lo stesso Trowa a voler andare e a ritrovare la memoria nel corso della battaglia.
Sia nella serie televisiva che nell'OAV, Trowa s'infiltra nelle file dei nemici (OZ nel primo caso e l'Esercito di Mariemaia nel secondo), e la capacità di tener nascoste le proprie emozioni rende difficile ad una prima impressione capire se egli sia veramente schierato con quelli oppure no, soprattutto per i suoi amici.